# لینووکو

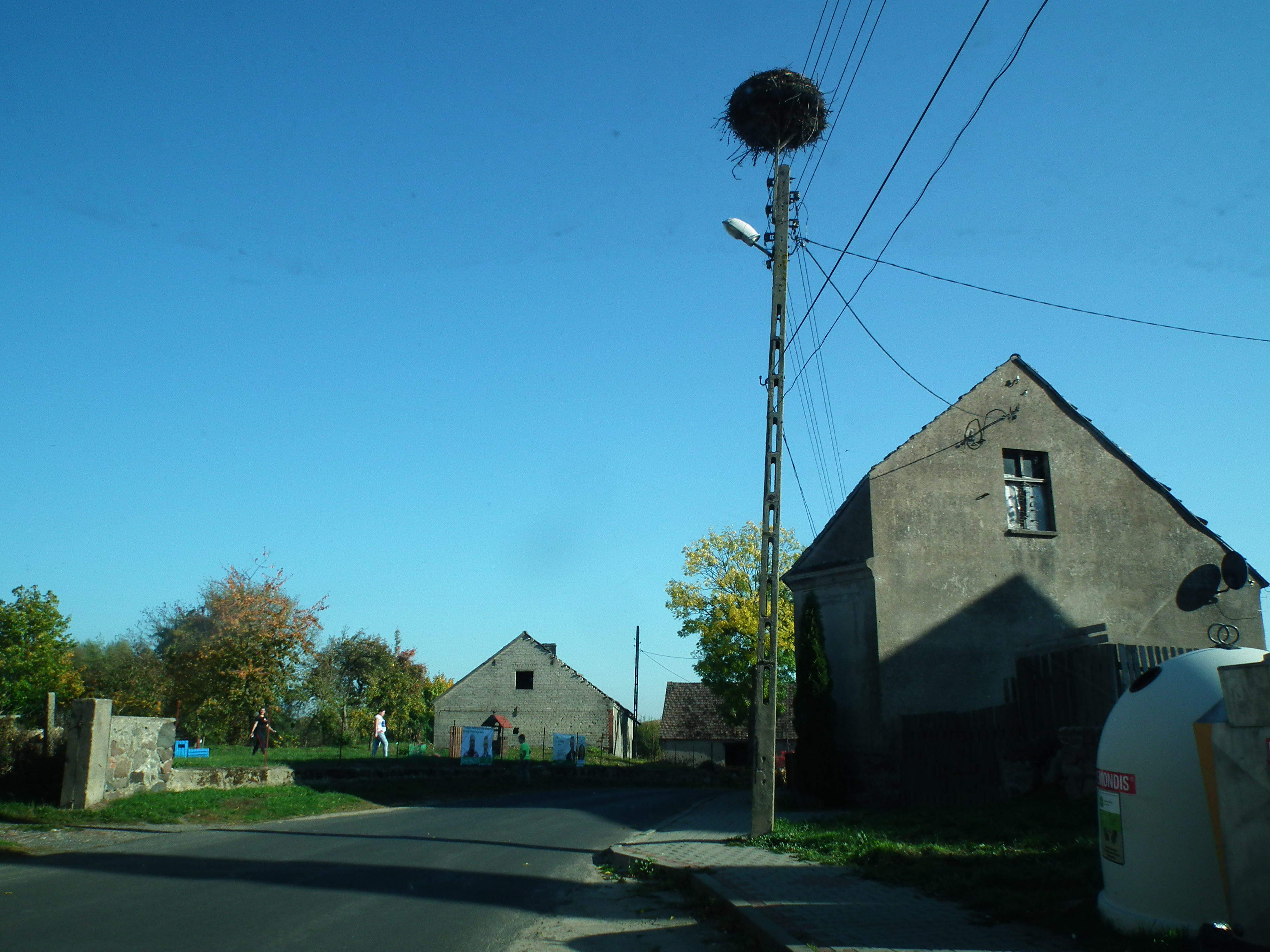
نمایی از شهر لینووکو

لینووکو (به لاتین: Linówko) یک روستا در لهستان است که در گمینا اینگسکو واقع شده‌است. لینووکو ۱۶۱ نفر جمعیت دارد.